# Иванченко, Николай Николаевич
Николай Николаевич Ива́нченко (1914—2004) — советский учёный, инженер, специалист в области дизелестроения.

## Биография
В 1939 году окончил с отличием ЛИИ ГВФ.
Работал в Центральном научно-исследовательском дизельном институте: инженер-конструктор (1939—1941), зав. конструкторским отделом (1941—1964), начальник научных отделов и лабораторий (1964—1986), главный научный сотрудник (1986).
Во время войны в блокадном Ленинграде занимался проектированием и монтажом дизель-электрических установок на предприятиях. В эвакуации в Коломне (Московская область) в 1943—1945 годах участвовал в разработке маломощных (до 10 л. с.) дизель-генераторов.
Доктор технических наук (1965). Профессор (1966).
Автор научных работ по совершенствованию тепловых процессов в дизелях и борьбе с кавитационными повреждениями.

## Награды и премии
- Сталинская премия третьей степени (1949) — за разработку конструкции и освоение производства лёгких малогабаритных дизелей
- премия Совета Министров СССР (1981).
- заслуженный деятель науки и техники РСФСР (1975)